# Olf Elf
Olf Elf var en svensk allmogemålare verksam i Härjedalen.
Elf utförde under 1840- och 1860-talen minnestavlor från bröllopshögtidligheter. Han var en nydanare när det handlade om avbildningar från bröllop; formatet var större än tidigare och tavlorna var färgrika med vidlyftiga snirklar ibland förekom vid sidan av brudparet även prästen och kyrkan.